# Sacchettini
Les sacchettini ou sacchettoni [sakketˈtoːni], appelées aussi « bourse du mendiant », sont des pâtes farcies. Elles peuvent être rondes ou carrées, fourrées de divers ingrédients et pincées au sommet pour obtenir la forme de sac.